# A for Andromeda
Pentru serialul din 2006 vezi A for Andromeda (2006).
A for Andromeda este un serial de televiziune britanic științifico-fantastic, dramă, care a fost transmis prima oară de BBC în șapte părți în anul 1961. Scris de cosmologul Fred Hoyle, în colaborare cu producătorul de televiziune John Elliot, serialul prezintă un grup de oameni de știință care detectează un semnal radio dintr-o galaxie îndepărtată care conține instrucțiuni pentru proiectarea unui calculator avansat. Când computerul este construit acesta dă oamenilor de știință instrucțiuni pentru crearea unui organism viu, numit Andromeda. Cu toate acestea, unul dintre creatorii Andromedei, John Fleming, se teme că Andromeda are ca scop subjugarea omenirii. 